# Palo Seco (Maunabo)
Palo Seco es un barrio ubicado en el municipio de Maunabo, en Puerto Rico. Según el censo de 2020, tiene una población de 1046 habitantes.

## Geografía
La localidad está ubicada en las coordenadas 18°0′15″N 65°56′17″O / 18.00417, -65.93806. Según la Oficina del Censo de los Estados Unidos, tiene una superficie de 4 km², correspondientes en su totalidad a tierra firme.

## Demografía
Según el censo de 2020, hay 1046 personas residiendo en la localidad. La densidad de población es de 261.5 hab./km². El 12.52% de los habitantes son afroamericanos, el 7.74% son blancos, el 51.82% son de otras razas y el 27.92% son de una mezcla de razas. Del total de la población, el 99.62% son hispanos o latinos de cualquier raza.